# Toyota Industries
Toyota Industries Corporation, kurz TICO, (jap. 豊田自動織機 Toyota Jidō Shokki) ist eine  japanische Maschinenbaufirma, die 1926 von Sakichi Toyoda gegründet worden ist. Heute ist die Firmenzentrale in Kariya in der Präfektur Aichi. Die Aktien der Toyota Industries Corporation werden an der Tokioter Börse gehandelt.

## Geschichte
Die 1933 gegründete Automobilsparte wurde 1937 in die Toyota Motor Corporation ausgegliedert und hält 23,5 % der Toyota-Industries-Aktien. Die Toyota Industries Corporation produziert im Auftrag der Toyota Motor Corporation den Toyota Yaris/Vitz und den Toyota RAV4.
TICO ist in den Geschäftsfeldern Materials Handling (Gabelstapler, Lagertechnik und Hebebühnen), Automobil (Herstellung von Fahrzeugen und Bauteilen), Logistik und Textilmaschinen tätig.
1998 wurde eine Zusammenarbeit mit dem schwedischen Gabelstaplerhersteller BT Industries AB (in Deutschland BT-Deutschland GmbH) eingeleitet, um das Produktprogramm um Lagertechnikgeräte zu erweitern. BT Industries AB produzierte von da an für Toyota weltweit diese Geräte unter der Marke Toyota. BT Industries hatte bereits 1997 den US-Staplerhersteller Raymond Corporation und im April 2000 den italienischen Gabelstaplerspezialisten CESAB übernommen, bevor im Juli desselben Jahres Toyota die Aktienmehrheit von BT erwarb. Im April 2006 wurde aus den beiden Unternehmen die Toyota Material Handling Group (TMHG) innerhalb der TICO-Gruppe geformt. Seit dem Zusammenschluss von BT und Toyota sind die Absatzzahlen stetig gestiegen und seit 2002 ist Toyota der weltweit größte Gabelstaplerhersteller vor der deutschen Kion Group.
TMHG vertreibt die Marken Toyota, BT, CESAB, Raymond und Aichi, wobei das Produktprogramm und die vertriebenen Marken sich je nach Region unterscheiden. In Europa werden die Marken Toyota, BT und CESAB vertrieben und das Sortiment reicht vom Hubwagen über Gabelstapler und Schlepper bis zum Schmalgangstapler. Die Gabelstapler von Toyota Industries Equipment tragen das gleiche Logo wie die von der Toyota Motor Corporation hergestellten Automobile.
In Deutschland wurden seit 1971 Toyota-Gabelstapler durch die Tomen Transportgeräte GmbH und ab 1993 durch die zum Konzern gehörige Toyota Gabelstapler Deutschland GmbH in Duisburg vertrieben. Der Vertrieb der Gabelstapler wurde von diesem Zeitpunkt an ausschließlich über eine Händlerorganisation durchgeführt.
Die BT-Deutschland GmbH vertrieb seit 1964 BT-Produkte in Deutschland.
Seit dem 1. April 2007 werden Toyota- und BT-Produkte durch die Toyota Material Handling Deutschland GmbH (TMHD) mit Sitz in Isernhagen vertrieben. Mit der Zusammenführung wurden auch die beiden Vertriebswege zusammengeführt, sodass Toyota Gabelstapler und Schlepper sowie BT-Lagertechnikgeräte im dualen Vertrieb über die TMHD-Niederlassungen wie auch über Vertragshändler vertrieben werden. 2017 übernahm TICO den niederländischen Fördersystemehersteller Vanderlande von NPM Capital, einer Tochter der SHV Holdings.
Außerdem befindet sich ein Anteil von 65 % der TD Deutsche Klimakompressor GmbH (TDDK) in Straßgräbchen im Besitz von Toyota Industries. Der andere Anteil von 35 % befindet sich im Besitz von Denso. Es werden Kompressoren für Autoklimaanlagen gefertigt.
Im Jahr 2022 wurde der Logistikspezialist viastore übernommen und als eigenständige Einheit in die Sparte Toyota Advanced Logistics Group (TALG) eingegliedert. Marke, Geschäftsbereiche, Standorte und Management von Viastore blieben erhalten.

## Anteilseigner
Stand: 31. März 2016
| Eigner                                | Anteile |
| ------------------------------------- | ------- |
| Toyota Motor Corporation              | 23,51 % |
| Denso                                 | 9,10 %  |
| Towa Real Estate                      | 5,00 %  |
| Toyota Tsūshō                         | 4,69 %  |
| The Master Trust Bank of Japan        | 3,03 %  |
| Nippon Trustee Service Shintaku Ginkō | 2,54 %  |
| Nippon Life Insurance                 | 2,02 %  |
| Aisin Seiki                           | 2,02 %  |
| Aioi Nissay Dowa Insurance            | 1,50 %  |